# Стефан Гумецький

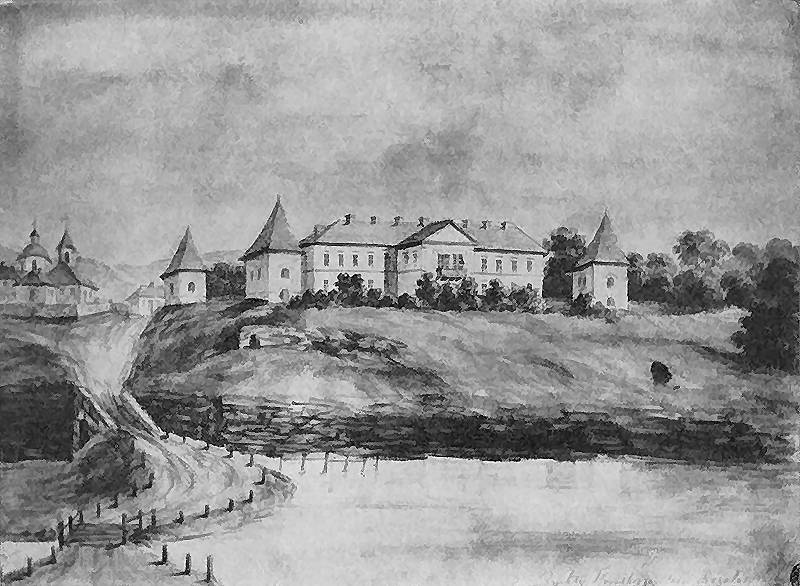
Наполеон Орда. Ри́хта 1871. Палац Рожаловських із залишками замку Стеаана Гумецького. Зліва — церква Козьми та Демяна

Стефан Гумецький (пол. Stefan Humiecki; 1660 — 28 травня 1736, Львів) — польський шляхтич, військовик, генерал коронної артилерії, урядник Королівства Польського. Кавалер Ордену Білого Орла (1730 р.), сенатор (1710, 1720, 1730 роки), в 1730 р. сенатор, коронний подстолій, полковник коронної артилерії, староста в м. Белз (1712 р.), староста в м. Вінниця (1731 р.), староста в м. Речиця, староста в м. Рава-Мазовецька (1704 р.), староста любицький, стольник подільський, воєвода подільський (від 13 квітня 1706 р.)

## Життєпис
Син подільського хорунжого Войцеха та його дружини Ізабелли (через матір пов'язаний родинно з Контськими; на початках кар'ри мав підтримку генерала артилерії Марціна Контського). За його сприяння 1692 року став подільським стольником. 1696 року був обраний маршалком сейму. В 1699 розі після того як турки залишили Кам'янець, Рихту отримав син Войцеха Гумецького Стефан (1660—1736 рр.), котрий з 1698 по 1715 роки був полковником королівської артилерії, з 1706 по 1736 (день смерті) був подільським воєводою та дипломатом.
Мав значні маєтки в Польщі: в різних місцях він мав 8 містечок та 74 села у воєводствах Краківському, Сандомирському, Белзькому, Руському, Люблінському та Подільському. На Поділлі йому належало 3 містечка та 14 сіл, які становили 3 «ключі»: Соколецький (1723 року надав фундуш для будівництва костелу св. Роха в містечку Сокільці.), Солобківський та Тиннинський. Але більш за всі маєтки він любив Рихти — своє родове гніздо на неспокійному пограниччі. Тому саме в Рихті Стефан Гумецький мешкав надалі. Він розбудував заново замок, побудувавши більші стіни та башти, в одній з башт влаштував костел. Удосконалив систему сухих оборонних ровів, бастіони та вали.
Стефан Гумецький помер 28 травня 1736 року, був похований у Львові.
Герб Стефана Гумецького та с. Рихти Гумецької (пол. Junosza або альтернативна назва Agnus, Baran, Barany — Польський Військовий Герб, відомий з XIII ст., перший запис від 1335 року, з часів об'єднання Польщі та Литви. Під цим гербом об'єднались 328 шляхетних родів.) На гербі зображено срібного барана, що пасеться на траві в червоному полі.
Дружина — Уршуля з Кросновських гербу Юноша, донька коронного підстолія Яна.